# EBiSSH
EBiSSH（エビッシュ）は、スターダストプロモーションに所属する若手俳優で構成された「恵比寿学園男子部」（通称EBiDAN）からの派生プロジェクト「EBiDAN THE STREET」内のユニットである。ファンの名称は「BAE BAE」。

## 概要
- 2016年4月16日結成。
- ペンライトカラーは「   赤」。
- 2018年4月29日・5月6日、さとり少年団との2マンライブにて2つのグループの合同プロジェクト、One And Only(後にONE N' ONLY)が披露された。ここから、EBiSSHとONE N' ONLYでの活動をしている。

- 2020年1月21日、暫くONE N' ONLYの活動に集中するとブログで発表された。発表後から、Twitter以外のSNSは全てONE N' ONLYのアカウントへ名称変更された。また、EBiSSHでの活動は一度も行われることがなく、たびたびメンバーから過去形での発言があるが、解散ではない為自然消滅状態である。

## 沿革
- 2015年（平成27年）
  - 12月17日 - Monochrome RainbowとしてEBiDAN vol.7に掲載。
- 2016年（平成28年）
  - 6月4日 - EBiSSHへと改名を発表。
  - 6月4日 - EBiDAN THE KiDS FES.2016への出演を発表。
  - 6月22日 - EBiDAN THE STREETインストアイベント開催・出演を発表。
  - 7月20日 - EBiDAN THE KiDS FES.2016　HMV&BOOKS TOKYOイベント出演。
  - 7月21日 - EBiDAN THE STREETインストアイベント出演。
  - 7月26日 - レスリー・キー監督作品「恋のブギウギトレイン」に出演決定。
  - 7月29日 - メンバーの林幸輝が受験勉強の為活動を一時休止する事を発表。(3月まで)
  - 8月22日 - EBiDANの愉快な仲間たち〜夏休みの宿題終わった？SP〜出演。
  - 9月25日 - EBiSSH初のストリートライブをミューザ川崎にて開催。
  - 10月30日 - EBiDAN THE UNiON〜Halloween Party〜出演。
  - 10月30日 - 初のワンマンライブEBiSSHmas〜Early Christmas Party〜をShibuya Milkywayにて開催決定。
  - 10月31日 - メンバーの山内隼人が31日付で脱退を発表・EBiSSHを脱退。
- 2019年
  - 11月26日 - メンバーのKOHKIが自身の夢を叶えるべく学業の道を決断した為、年内でグループ卒業及び事務所退所、芸能界引退を発表。[1]
  - 12月15日 - ONE N' ONLY de X'mas 2019が開催された。EBiSSHとしても出演。KOHKI最後のライブ。
  - 12月31日 - この日をもって、KOHKIはEBiSSH・ONE N' ONLYを卒業及び事務所退所、芸能界を引退。最後のブログが更新された。[2]
- 2020年
  - 1月21日 - 暫くONE N' ONLYの活動に集中するとブログで発表。[3]そして、EBiSSHのLINE・Instagram・ブログ・tiktokはONE N' ONLYへ、EBiSSH TVもONE N' ONLY TVへ名称変更。

## メンバー
| 名前  | 本名(ふりがな)            | 生年月日       | 出身地               | 血液型 | 特技               | 趣味                       |
| ----- | ------------------------- | -------------- | -------------------- | ------ | ------------------ | -------------------------- |
| TETTA | 関哲汰(せき てった)       | 1997年11月24日 | 神奈川県             | B型    | カラオケ、モノマネ | カラオケ、買い物、映画鑑賞 |
| REI   | 沢村玲(さわむら れい)     | 1997年1月2日   | 静岡県（東京都在住） | B型    | バスケットボール   | 映画鑑賞                   |
| NAOYA | 草川直弥(くさかわ なおや) | 1998年4月6日   | 東京都               | A型    | サッカー（11年間） | 買い物                     |

### 元メンバー
- HAYATO（山内隼人 - 2016年10月31日脱退）
- KOHKI（林幸輝 - 2019年12月31日卒業）

## 作品

### シングル
|     | 発売日         | タイトル                        | 最高位 | 規格 | 規格品番                                  | 収録曲 | 備考                                                            |
| --- | -------------- | ------------------------------- | ------ | ---- | ----------------------------------------- | --- | --------------------------------------------------------------- |
| 1st | 2017年9月20日  | 恋はタイミング                  |        | CD   | A盤 SDMC-1005 B盤 SDMC-1006 C盤 SDMC-1007 | A.B.C盤共通 1.恋はタイミング 2.KOi・Ni・OCHi・YO!                                                                                   | 「恋はタイミング」のみONE N' ONLY 1stアルバム『ON'O』TYPE-B収録 |
| 2nd | 2017年12月13日 | マイ・フレンド / キミでいっぱい |        | CD   | A盤 ZXRC-1126 B盤 ZXRC-1127 C盤 ZXRC-1128 | A.B.C盤共通 1.マイ・フレンド 2.キミでいっぱい A盤 3.今日は家に帰らないで B盤 3.誓い 〜Waiting For Love〜 C盤 3.Christmas Time Again |                                                                 |
| 3rd | 2018年8月22日  | GO!!!                           |        | CD   | A盤 ZXRC-1161 B盤 ZXRC-1162 C盤 ZXRC-1163 | A.B.C盤共通 1.GO!!! A盤 2.HI・KA・RI～君となら～ B盤 2.エビパレ C盤 3.CHANCE                                                        |                                                                 |

### 未発売曲
順不同。
- Just Like Me[注 1]
- Let's EBiSSH!
- ヤッパリキミガスキ[注 2]
- NE7ER Missing you[注 3]
- KIMI GA SUKI
- 僕ら見つめるモノ
- Will Be The Hero
- Before Anyone Else

### ミュージックビデオ
全てEBiSSH TV - YouTubeチャンネルにて公開されている。
- 『恋はタイミング』
- 『キミでいっぱい』
- 『マイ・フレンド』
- 『GO!!!』

## タイアップ
| 曲名           | タイアップ                                                    | 時期   |
| -------------- | ------------------------------------------------------------- | ------ |
| キミでいっぱい | フジテレビ系列ドラマ「ラブラブエイリアン2」エンディングテーマ | 2018年 |

## 出演

### テレビ
- ミュージック★ロード(BS11、2016年~不定期)
- ミュージック・ジャパンTVカウントダウン(2018年7月21日)
- 超! アイドル戦線～Men’s Side Girl’s Side～(TOKYO MX、2018年8月16日)
- Love music内サキガケ！インスタントmovies！(フジテレビ、2018年8月19日)

### 配信番組
- 吉田尚記 dスタジオ supported by docomo(2016年8月25日)
- EBiSSH→SMaSSH(2016年7月31日-2017年7月26日)
- EBiSSH TV(2016年9月23日-)
- EBiDAN THE CUP！ グランドチャンピオン決定戦！(2017年1月27日)
- EBiSSH→SMaSSH ～デビュー1周年記念SP～(2017年9月24日)

### 映画
- 「傷だらけの悪魔」(草川直弥)

### ショートフィルム
- 「～応援の想いはいつでも君のそばに～『待ってろ！私の未来』」

### ドラマ
- 「さくらの親子丼」第８話(関哲汰 東海テレビ・フジテレビ系、2017年11月25日)
- 痛快TV スカッとジャパン(草川直弥 フジテレビ、2018年6月4日)
- 「JOKER×FACE」第１話(関哲汰 フジテレビ、2019年1月14日)
- 「his〜恋するつもりなんてなかった〜」主演(草川直弥 メーテレ、2019年4月9日~5月7日)

### ミュージックビデオ
- unBORDE all stars「Feel」(草川直弥)[5]
- CTS「DREAM ILLUMINATION」(関哲汰)[6]
- LAGOON「僕たちの毎日が永遠になる。」(関哲汰)[7]
- 早見優「恋のブギウギトレイン」[8]

### CM
- ガンホー「企業×WBSCプレミア12」(沢村玲 2015年)
- エレメンタルストーリー「みんなと消すと超楽しい編」(関哲汰 2016年)

### ウェブ
- フォーラムエンジニアリングWebムービー「就活生編」(沢村玲 2016年)[9]
- 2019年度 NHKフレッシャーズキャンペーン イケメゾンへようこそ！(草川直弥 2019年)

### ラジオ
- 「レコメン！」(文化放送、2018年1月22日,8月21日,9月20日)
- PrizmaX presents “EBi-Dunk!!”(FM FUJI、2018年5月17日,8月16日)

### 書籍
- 『EBiDAN』 Vol.7 内 EBiDAN＋ 掲載
- 『EBiDAN』 Vol.8 内 EBiDAN THE STREET 掲載
- 『EBiDAN』 Vol.9
- 『EBiDAN』 Vol.10
- 『EBiDAN』 Vol.11
- 『JUNON』 2018年6月号
- FINEBOYSおしゃれヘアカタログ秋冬号(2018年)
- 『EBiDAN』 Vol.12(ONE N' ONLYとしても出演)
- 『BOYS FILE』 Vol.03
- 『EBiDAN』 Vol.13(ONE N' ONLYとしても出演)
- 『EBiDAN』 Vol.14(ONE N' ONLYとしても出演)

### ライブ・イベント

#### 2016年
- EBiDAN THE KiDS FES.2016(7月20日)
- HMV&BOOKS TOKYOインストアイベント(7月20日)
- EBiDAN THE STREETインストアイベント(7月21日)
- EBiDANの愉快な仲間たち〜夏休みの宿題終わった？SP〜(8月22日)
- ミューザ川崎ストリートライブ(9月25日)
- EBiDAN THE UNiON〜Halloween Party〜(10月30日)
- TACHI fes -HAPPY SMILE DAY-(11月6日)
- Merry EBiSSHmas ～Early Christmas Party～(12月18日)

#### 2017年
- JOL＊fes(3月24日)
- Let's EBiSSH！～HBD NAOYA★19～(4月8日)
- Let's EBiSSH！～COME BACK～(4月30日)
- CBCラジオ夏まつり2017(7月30日)
- EBiDAN THE LIVE 2017 ～Summer Party～(8月3日,4日)
- 「恋はタイミング」リリース記念 フリーライブツアー(7月20日~9月24日)
- Let's EBiSSH！～Are You Ready!?～(8月22日,26日)
- EBiDAN OSAKA 大阪城（だいはんじょう）(8月25日)
- SINZIDAI ～十人十色～(11月13日)
- Let's EBiSSH！～HBD TETTA★20～(11月25日)
- 「マイ・フレンド/ キミでいっぱい」リリース記念 フリーライブツアー(10月21日~12月17日)
- おきなわ音楽月間スーパーライブ(12月1日)
- bayfm × LaLaport TOKYO-BAY MUSIC JAM Christmas Live！(12月24日)

#### 2018年
- Let's EBiSSH！～HBD REI★21 ～(1月14日,28日)
- Let's EBiSSH！～HBD KOHKI★19 ～(1月14日,28日)
- Let's EBiSSH！～START 2018～(3月4日~21日)
- JOL＊fes(3月22日)
- MenDress(3月28日)
- Let's EBiSSH！～HBD NAOYA★20 ～(4月7日)
- OAO ～one and only〜EBiSSH vs SBC(4月29日,5月6日)
- GIRLS MEETING KANAZAWA Suported by COLORS JAPAN & co(5月5日)
- 「GO!!!」リリース記念フリーライブツアー(5月27日~8月26日)
- 東京おもちゃショー2018(6月10日)
- Let's EBiSSH！～GO!!!～(8月11日~9月22日)
- まけんグミフェス2018 SUMMER(8月14日)
- 映画ドライブヘッド 公開初日舞台挨拶(8月24日)
- EBiDAN THE LIVE 2018 ～Summer Party～(8月28日,29日)
- e-STARS(9月23日)
- ONE N' ONLY ～EBiSSH×SBC～ Zepp Tour 2018(10月7日~19日)
- Let's EBiSSH! ～HBD TETTA★21～(11月24日)
- Merry EBiSSHmas!2018 〜with FRIENDS!〜(12月2日)

#### 2019年
- Let's EBiSSH! ～HBD REI★22～(1月13日)
- Let's EBiSSH! ～HBD KOHKI★20～(1月13日)
- Let's EBiSSH! ～HBD NAOYA★21～(4月29日)
- ONE N' ONLY～EBiSSH×SBC～ Dark Knight(5月24日~6月16日)
- SHIBUYA SUMMIT 2019 supported by SWISH, だんぜん!!FES, JOL*fes(7月15日)
- Let's EBiSSH!～Talk or Live 2019～(8月17日,31日)
- Let's EBiSSH! ～HBD TETTA★22～(12月1日)

#### 2020年
- Let's EBiSSH！～HBD REI★23～(1月19日)

## コラボ
- MinoriTY×EBiSSH コラボアイテム(2018年発売)